# دفتر بین‌المللی امور کار
دفتر بین‌المللی امور کار (انگلیسی: Bureau of International Labor Affairs) (ILAB) یکی از زیر مجموعه‌های وزارت کار ایالات متحده آمریکا است که به مسئولیت‌های بین‌المللی وزارتخانه می‌پردازد.

## مسئولیتها
مأموریتی که این اداره بعهده دارد عبارتست از:
«دفتر بین‌المللی امور کار، وزارت کار ایالات متحده آمریکا را درجریان چگونگی رفتار با کارگران در سراسر دنیا قرار می‌دهد و اینکه آیا با آنها بخوبی رفتار می‌شود و آیا کارگران قادر هستند که در منافع اقتصادی جهانی سهیم باشند. مأموریت این دفتر این است که در ارتقاء شرایط کاری جهانی اقدام کند، استانداردهای زندگی را بهتر کند، کارگران را در توانائی آنها برای کسب حقوقشان حمایت کند، و آدرس محیطهای کاری که در آنها کودکان و افراد آسیب‌پذیر مورد استثمار قرار می‌گیرند را شناسائی کند. کوششهای این دفتر کمک می‌کند که مطمئن شویم از اینکه با کارگران آمریکائی برخورد مناسبی انجام می‌شود و در نهایت به بازارهای صادرات کالاهای ساخت آمریکا کمک می‌کند.» بعلاوه این دفتر نمایندگی دولت ایالات متحده آمریکا را در مجامع بین‌المللی نظیر سازمان بین‌المللی کار (ILO) و سازمان تجارت جهانی (WTO) و سازمان همکاری و توسعه اقتصادی (OECD) را بعهده دارد.

## هدف مأموریت دفتر
این دفتر امنیت و ثبات اقتصادی کارگران آمریکائی در امور بین‌المللی را ارتقا می‌دهد و توصیه‌ها و آمارهای ضروری که برای سیاست‌گذاری وزارت کار آمریکا نیاز است را جمع‌آوری می‌کند. این دفتر نیز کمک‌های فنی برای کشورهای خارجی که در جهت منافع آمریکا قرار دارند را فراهم می‌کند و بعلاوه با دیگر نمایندگی دولت‌ها برای مبارزه علیه بکارگیری کودکان کار و قاچاق انسان در خارج از ایالات متحده همکاری می‌کند.

## آدرس دفتر در اروپا و آمریکا
محل این دفتر در پاریس ساختمان پرکینز اتاق شماره C-4325.200 و در خیابان کنستیتیوشن شهر واشینگتن دی سی شماره ۲۰۲۱۰ قرار دارد.